# بنیاد جایزه ایکس

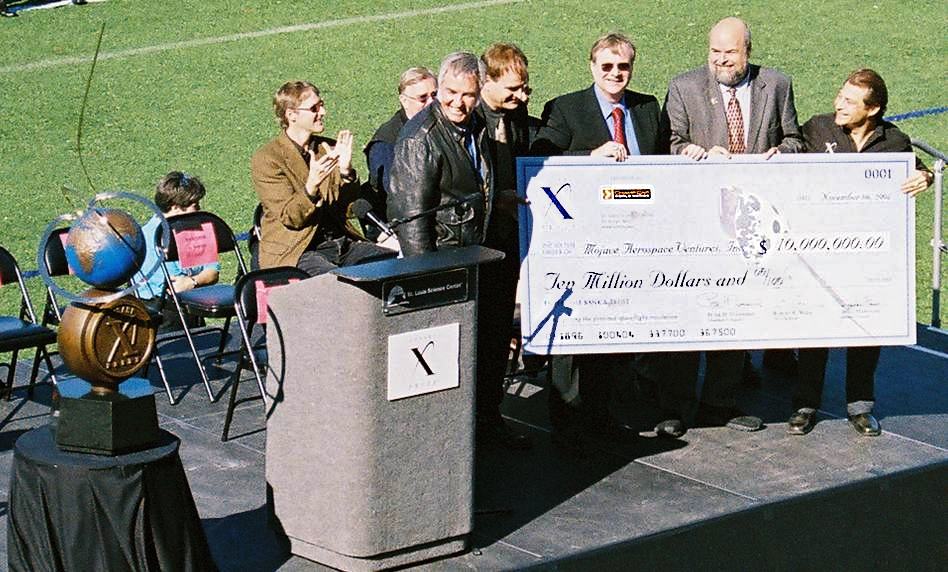
بنیاد جایزه ایکس

بنیاد جایزهٔ ایکس یک سازمان ناسودبخش (غیرانتفاعی) است که در شهر سانتامونیکا در ایالت کالیفورنیا واقع شده‌است. این سازمان یک الگوی خیرخواهانه در ارائهٔ جایزه برای دستیابی به یک هدف معین دارد، هدفی که به سرمایه گذاران شخصی انگیزه می‌دهد و برگشت هزینهٔ جایزه را تا ده برابر یا بیش تر فراهم می‌آورد. همچنین دست کم تا ۱۰۰ برابر هزینهٔ جایزه در سرمایه‌گذاری‌های بعدی و منافع اجتماعی به دست می‌آید. این سازمان در خدمت به منافع بشر گام برمی‌دارد.

## اهداف
جایزه ایکس (اِکس) خود یک سازمان آموزشی- غیرانتفاعی است که مأموریت دارد پیشرفت‌های جسورانه‌ای به نفع بشریت به ارمغان بیاورد؛ در نتیجه الهام بخش شکل گیری صنایع جدید و تجدید حیات نهادهایی است که در حال حاضر به دلیل شکست‌های موجود (و یا باورهای رایجی که تصور می‌کنند راه حلی وجود ندارد) دچار معضل هستند.
این بنیاد از طریق ایجاد، مدیریت مسابقات جایزه داری که در مقیاس بزرگ، پروفایل عالی و و برانگیزاننده، چالش‌های بزرگ جهان را برطرف می‌کند. از این رو، باعث تحریک سرمایه‌گذاری در تحقیق و توسعه می‌گردد که به مراتب ارزشی بیش از خود جایزه را دارند. این جایزه برانگیزاننده و الهام بخش نوآوران و نخبگان از تمامی رشته‌ها است تا سرمایه‌های فکری و مالی خود را (برای حل مشکل) به کار گیرند.
بنیاد جایزه ایکس این مسابقات را در چهار گروه برگزار می‌کند:
آموزش و توسعه جهانی
انرژی و محیط زیست
علوم زیستی
اکتشافات فضایی و …
این سازمان مستقر در ایالات متحده است که توسط رئیس هیئت مدیره و مدیر عامل، دکتر «پیتر اچ دیامانتیس» و نایب رئیس هیئت مدیره و رئیس، «رابرت ک وایس» هدایت می‌شود. این سازمان همچنین توسط گروهی از رهبران تئوریک از جمله هیئت امنا، اعضای دایرهٔ چشم‌انداز، اعضای روحیهٔ نوآوری، شرکای شرکت‌ها و حامیان مالی رهبری می‌شود. امروزه، بنیاد جایزه ایکس به‌طور گسترده‌ای به عنوان رهبر پرورش نوآوری از طریق رقابت انگیزه شناخته شده‌است.

## تاریخچه
«جایزهٔ ایکس» برای نخستین بار توسط دکتر «پیتر دایمندیس» در یک سخنرانی در کنفرانس جهانی توسعهٔ فضایی در سال ۱۹۹۵ مطرح شد. این جایزه برای مسابقه‌ای در نظر گرفته شد که برندهٔ آن می‌بایست یک وسیلهٔ ساخته شده در بخش خصوصی را ارائه می‌داد که بتواند یک خلبان را به لبهٔ فضا برساند. لبهٔ فضا را فراز ۱۰۰ کیلومتری زمین تعریف کردند. در واقع این مسابقه را به منظور تشویق بخش خصوصی در صنایع فضایی برگزار کردند و از این رو شرکت هر گونه سازمان دولتی در آن ممنوع بود. هدف از برگزاری چنین مسابقه‌ای این بود که نشان داده شود که پرواز فضایی برای غیر نظامیان و شرکت‌های خصوصی دستیافتنی و اقتصادی است، به این امید که دری به سوی پرواز فضایی بازرگانی و گردشگری فضایی گشوده شود. همچنین امید می‌رفت که از دل این مسابقه نوآوری‌هایی بیرون آید، و روش‌های ارزانی برای رسیدن به مدار زمین معرفی شود، و در نهایت پیشگامانی برای سفرهای ارزان فضایی و گسترش سکونت انسان در منظومهٔ شمسی به پا خیزند. «جایزهٔ ایکس» به سبک و سیاق بسیاری از جایزه‌های اوایل قرن بیستم که برای تشویق توسعهٔ پرواز هوایی تعیین می‌شدند، تعیین شد. برای مثال یکی از آن جایزه‌ها، جایزهٔ ۲۵ هزار دلاری بود که برای پرواز یکسره از میان اقیانوس اطلس تعیین شد و «چارلز لیندبرگ» آن را برد. سازمان ناسا در حال گسترش یک برنامهٔ جایزه‌ای مشابه می‌باشد که نام آن «چالش قرن» (Centennial است. هدف از برنامهٔ جایزه‌ای «چالش قرن» رسیدن به راه حل‌های نوآورانه برای رفع مشکلات فناوری فضایی است.

## شروع به کار
جایزهٔ ایکس در ماه می‌سال ۱۹۹۶ تعیین شد و در آغاز فقط با عنوان «جایزهٔ ایکس» شناخته می‌شد. در پی کمک چند میلیون دلاری دو کارآفرین به نام‌های «امیر انصاری» و «انوشه انصاری» به برنامهٔ جایزهٔ ایکس، نام این جایزه در ماه می‌سال ۲۰۰۴ به «جایزهٔ ایکس انصاری» تغییر یافت.

## شرکت‌کنندگان
بیست و شش گروه از سراسر جهان در مسابقهٔ جایزه ایکس انصاری شرکت کردند، از داوطلب‌های جویای سرگرمی گرفته تا گروه‌های تحت حمایت شرکت‌ها. در لیست شرکت کنندگان نام بنگاه‌های سنتی مانند بویینگ و لاکهید دیده نمی‌شد. این در حالی بود که بسیاری از فعالان در صنعت فضایی اعتقاد داشتند که وسایط جابجایی فضایی شرکت‌های بویینگ و لاکهید را نمی‌شود با نمونه‌های ارزان جایگزین کرد. این منتقدان برای اثبات ادعای خود به چندین تلاش ناکام که توسط شرکت‌ها صورت گرفته بود اشاره می‌کردند. برای مثال پروژهٔ X-۳۳ که قردادی میان ناسا و چند آژانس دولتی بود یکی از آن تلاش‌های ناکام بود. به هر حال، بنیاد جایزهٔ ایکس حضور این شرکت‌ها را در مسابقه به شرط عدم استفاده از سرمایهٔ دولتی مجاز می‌دانست.
سرانجام در ۴ اکتبر ۲۰۰۴ اولین جایزهٔ تعیین شده توسط «بنیاد جایزهٔ ایکس» با نام «جایزهٔ ایکس انصاری» به شرکت «اسکیلد کامپوزیتس» اهداء شد. این شرکت فضاپیمای «اسپیسشیپ وان» توسعه داد. طراح «اسپیسشیپ وان»، رئیس شرکت «اسکیلد کامپوزیتس»، آقای «برت روتان» (Burt Rutan) بود. ارزش جایزهٔ ایکس انصاری ۱۰ میلیون دلار بود اما هزینهٔ صرف شده برای اجرای پروژه Tier One بیش از این‌ها بود. در واقع «اسپیسشیپ وان» را رئیس شرکت اسکیلد کامپوزیت، «برت روتان»، طراحی کرد و یکی از دوپایه‌گذار شرکت مایکروسافت به نام «پائول آلن» آن را تأمین مالی کرد.

## دیگر فعالیت‌ها
بنیاد ایکس پرایز تنها در زمینه فضانوردی فعالیت نمی‌کند. سال ۱۳۸۵ این بنیاد یک جایزه ۱۰ میلیون دلاری به کسی که توانست در مدت ۱۰ روز ۱۰۰ ژنوم انسان را شناسایی کند، اهدا کرد.

## کمک‌کنندگان
لیست کمک دهندگان مالی به جایزهٔ ایکس به ترتیب میزان کمک:
1. انوشه انصاری و امیر انصاری
2. مرگان چیس (J.P. Morgan Chase)
3. مؤسسهٔ «روح اس.تی. لوئیس» (Spirit of St. Louis)
4. نهاد «دنفورث» (Danforth Foundation)
5. تام کلنسی (Tom Clancy)
6. جی.اس. مک دانل (J.S. McDonnell)
7. آندرو تیلر (Andrew Taylor)
8. آندرو بیل (Andrew Beal)
9. مرکز علمی اس.تی. لوئیس (St. Louis Science Center)